# العلاقات الأنغولية الناوروية
العلاقات الأنغولية الناوروية هي العلاقات الثنائية التي تجمع بين أنغولا وناورو.

## مقارنة بين البلدين
هذه مقارنة عامة ومرجعية للدولتين:
| وجه المقارنة                                              | أنغولا           | ناورو                          |
| --------------------------------------------------------- | ---------------- | ------------------------------ |
| المساحة (كم2)                                             | 1.25 مليون       | 21                             |
| عدد السكان (نسمة)                                         | 29.78 مليون      | 10.08 ألف                      |
| الكثافة السكانية (ن./كم²)                                 | 23.82            | 48.00 ألف                      |
| العاصمة                                                   | لواندا           | ضاحية يارين                    |
| اللغة الرسمية                                             | اللغة البرتغالية | اللغة الناورونية، لغة إنجليزية |
| العملة                                                    | كوانزا أنغولي    | دولار أسترالي                  |
| الناتج المحلي الإجمالي (بليون دولار)                      | 124.21 مليار     | 113.88 مليون                   |
| الناتج المحلي الإجمالي (تعادل القوة الشرائية) بليون دولار | 184.83 مليار     | 162.98 مليون                   |
| الناتج المحلي الإجمالي الاسمي للفرد دولار أمريكي          | 4.10 ألف         | 9.83 ألف                       |
| الناتج المحلي الإجمالي للفرد دولار أمريكي                 |                  |                                |
| مؤشر التنمية البشرية                                      | 0.533            |                                |
| رمز المكالمات الدولي                                      | +244             | +674                           |
| رمز الإنترنت                                              | .ao              | .nr                            |
| المنطقة الزمنية                                           | ت ع م+01:00      | ت ع م+12:00                    |

## منظمات دولية مشتركة
يشترك البلدان في عضوية مجموعة من المنظمات الدولية، منها:
| علم المنظمة | اسم المنظمة                                 | تاريخ انضمام أنغولا | تاريخ انضمام ناورو |
| ----------- | ------------------------------------------- | ------------------- | ------------------ |
|             | يونسكو                                      | 11 مارس 1977        | 17 أكتوبر 1996     |
|             | منظمة الشرطة الجنائية الدولية               | ?                   | ?                  |
|             | مجموعة دول أفريقيا والكاريبي والمحيط الهادئ | ?                   | ?                  |
|             | الأمم المتحدة                               | 1 ديسمبر 1976       | 14 سبتمبر 1999     |
|             | منظمة حظر الأسلحة الكيميائية                | ?                   | ?                  |
|             | الاتحاد الدولي للاتصالات                    | 13 أكتوبر 1976      | 10 يونيو 1969      |
|             | الاتحاد البريدي العالمي                     | ?                   | ?                  |

## وصلات خارجية
- موقع وزارة الخارجية الأنغولية